# Кептя, Ион
Ион Кептя (рум. Ion Cheptea; род. 1929) — румынский контрабасист и музыкальный педагог.
Окончил Бухарестскую консерваторию, ученик Йозефа Пруннера. По окончании обучения остался работать ассистентом в классе Пруннера, в 1955 году отредактировал и подготовил к изданию курс занятий своего учителя, а в 1961 г. сменил его на профессорской должности. Среди учеников Кепти, в частности, Дайсуке Сога и Дорин Марк. С 1949 г. играл в составе различных румынских оркестров, в том числе Бухарестского филармонического оркестра и Национального оркестра Радио Румынии.
Восьмидесятилетие Кепти было отмечено в Бухаресте праздничным концертом, в ходе которого, в частности, посвящённую ему пьесу Дайсуке Соги исполнил оркестр в составе 33 контрабасистов.